# 일리야 일프
일리야 일프(Иехи́ел-Лейб Арьевич Фа́йнзильберг, 1897년 10월 15일 ~ 1937년 4월 13일)는 소련의 유명기자이자 유대인 기원의 작가이다. 1920년대와 1930년대에 예브게니 페트로프와 협업하며 일했다. 이 둘은 코미디 소설 "12개의 의자"(1928년) 등을 썼다.
1897년 10월 15일, 러시아 제국 오데사에서 태어났다. 1920년대에 결핵 진단을 받았다. 1937년 4월 13일 소련 모스크바에서 사망했다.